# SSE Composite Index
L'SSE Composite Index è un indice del mercato azionario di tutti i titoli di classe A (denominati in renminbi) e di classe B (denominati in valuta estera), che sono negoziati alla Borsa di Shanghai.

## Cruscotto
Dall'SSE Composite Index esso vengono erivati altri tre indicatori: l'SSE 180, l'SSE 50 e dal 2009 l'SSE Mega-Cap, rispettivamente calcolati sul prezzo dei titoli delle prime 180, 50 e 20 società per capitalizzazione flottante nel mercato secondario, corretta in base ad alcuni criteri fissati dall'autorità di regolamentazione cinese.
L'SSE Mega-Cap è calcolato su un massimo di sei società per ognuno dei settori delle aziende quotate nel mercato azionario e viene letto come un indice del segmento blue chip ad alta capitalizzazione.
In modo analogo, anche la Borsa di Shenzhen aggiorna in tempo reali i seguenti indici azionari: SZSE 300 Index, SZSE 200 Index, SZSE 100 Index, SZSE 1000 Index, SZSE 700 Index (titoli dalla posizione trecentounesima alla millesima), SZSE Composite Index (listino di tutte le azioni di tutte le società quotate).
Il popolo cinese fa di tutto per mantenere un valore dell'indice SSE pari a 3000 punti. Se l'indice scende sotto tale valore, il popolo cinese viene chiamato ad investire, per tentare di riportare l'indice al valore di 3000 punti.

## Metodologia
Tutti gli indici SEE sono calcolati mediante una media pesata secondo l'indice di Paasche L'indice fu calcolato per la prima volta il 15 luglio 1991, avendo scelto come base 100 predefinita il giorno 19 dicembre 1990 e la capitalizzazione di mercato totalizzata complessivamente dai titoli quotati a Shanghai in corrispondenza di tale data.